# Clive Baker (Rennfahrer)

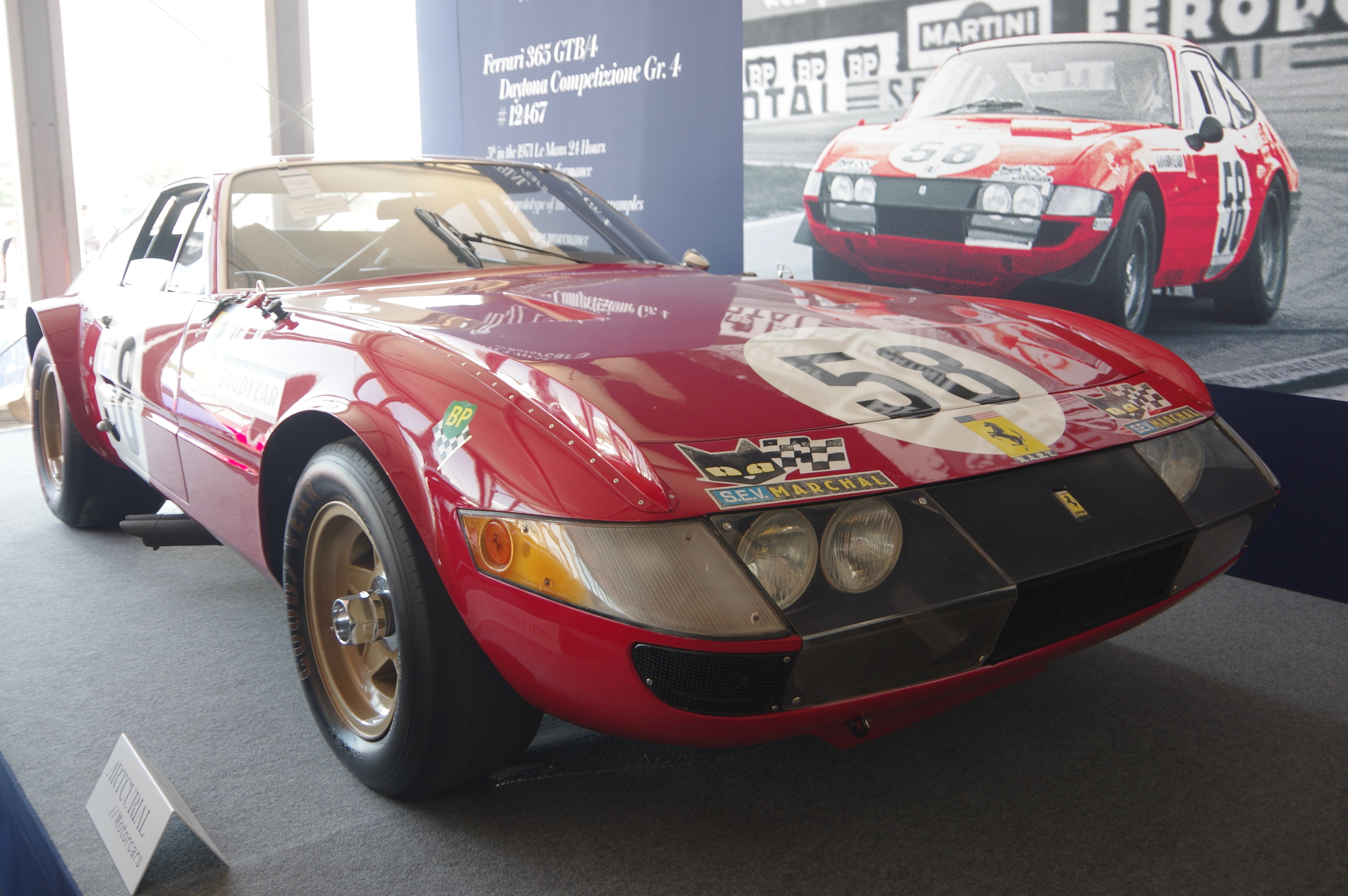
Der Ferrari 365 GTB/4 Competizione mit dem Clive Baker beim 6-Stunden-Rennen von Daytona 1972 am Start war

Clive Stearne Baker (* 1. August 1942 in Torquay) ist ein ehemaliger britischer Automobilrennfahrer.

## Karriere
Clive Baker war in den 1960er-Jahren Werksfahrer bei der Donald Healey Motor Company und fuhr deren Sportwagen bei internationalen Sportwagenrennen. Seine ersten Erfolge hatte er 1962 mit dem Austin-Healey Sprite bei nationalen Rennen im Vereinigten Königreich. 1963 gab er sein Debüt beim 12-Stunden-Rennen von Sebring und 1964 in Le Mans. Mit dem Sprite konnte Baker fünf Klassensiege feiern. Sein größter Erfolg in Le Mans war der 15. Gesamtrang mit Partner Andrew Hedges 1967. Im selben Jahr erreichte er in Sebring mit dem 13. Rang seine beste Endplatzierung bei diesem Langstreckenrennen.

## Statistik

### Le-Mans-Ergebnisse
| Jahr | Team                            | Fahrzeug                     | Teamkollege     | Platzierung | Ausfallgrund     |
| ---- | ------------------------------- | ---------------------------- | --------------- | ----------- | ---------------- |
| 1964 | Donald Healey Motor Company     | Austin-Healey Sprite Sebring | William Bradley | Rang 24     |                  |
| 1965 | Donald Healey Motor Co.         | Austin Healey Sebring Sprite | Rauno Aaltonen  | Ausfall     | Getriebeschaden  |
| 1966 | Donald Healey Motor Co.         | Austin Healey Sprite Le Mans | John Rhodes     | Ausfall     | Kupplungsschaden |
| 1967 | Donald Healey Motor Company     | Austin Healey Sprite Le Mans | Andrew Hedges   | Rang 15     |                  |
| 1968 | Donald Healey Motor Company     | Healey SR                    | Andrew Hedges   | Ausfall     | Kupplungsschaden |
| 1969 | Donald Healey Motor Company     | Healey SR                    | John Harris     | Ausfall     | Kühler           |
| 1970 | Paul Watson Racing Organisation | Chevron B16                  | Digby Martland  | Ausfall     | Federbruch       |

### Sebring-Ergebnisse
| Jahr | Team                                      | Fahrzeug                     | Teamkollege    | Teamkollege   | Teamkollege   | Platzierung     | Ausfallgrund |
| ---- | ----------------------------------------- | ---------------------------- | -------------- | ------------- | ------------- | --------------- | ------------ |
| 1963 | Donald Healey Motor Co.                   | Austin-Healey Sebring Sprite | John Colgate   |               |               | Ausfall         | Motorschaden |
| 1964 | Donald Healey Motor Co.                   | Austin-Healey Sprite         | John Colgate   |               |               | Ausfall         | Defekt       |
| 1965 | Donald Healey Motor Co.                   | Austin-Healey Sebring Sprite | Rauno Aaltonen |               |               | Rang 15         |              |
| 1966 | Donald Healey Motor Co.                   | Austin-Healey Sebring Sprite | Rauno Aaltonen |               |               | Rang 28         |              |
| 1967 | Donald Healey Motor Co.                   | Austin-Healey Sebring Sprite | Rauno Aaltonen |               |               | Rang 13         |              |
| 1968 | Donald Healey Motor Co. LTD.              | Austin-Healey Sebring Sprite | Mike Garton    |               |               | nicht klassiert |              |
| 1969 | Ring Free Oil Racing Team                 | Austin-Healey Sebring Sprite | Jim Baker      | Paul Richards |               | Rang 20         |              |
| 1970 | Ring Free Oil Racing Team Baker Motor Co. | Chevron B16                  | Jim Baker      | Paul Richards | Bobby Rinzler | Ausfall         | Kurbelwelle  |
| 1971 | Ring-Free Oil Racing Team                 | Chevron B16                  | Bobby Rinzler  |               |               | Ausfall         | Defekt       |

### Einzelergebnisse in der Sportwagen-Weltmeisterschaft
| Saison | Team                                                | Rennwagen                                   | 1   | 2   | 3   | 4   | 5   | 6   | 7   | 8   | 9   | 10  | 11  | 12  | 13  | 14  | 15  | 16  | 17  | 18  | 19  | 20  | 21  | 22  |
| ------ | --------------------------------------------------- | ------------------------------------------- | --- | --- | --- | --- | --- | --- | --- | --- | --- | --- | --- | --- | --- | --- | --- | --- | --- | --- | --- | --- | --- | --- |
| 1962   | Peter Jackson                                       | Austin-Healey Sprite                        | DAY | SEB | SEB | MAI | TAR | BER | NÜR | LEM | TAV | CCA | RTT | NÜR | BRI | BRI | PAR |     |     |     |     |     |     |     |
| 1962   | Peter Jackson                                       | Austin-Healey Sprite                        |     |     |     |     |     |     |     |     | DNF |     |     |     |     |     |     |     |     |     |     |     |     |     |
| 1963   | Healey Motor Christabel Carlisle                    | Austin-Healey Sprite                        | DAY | SEB | SEB | TAR | SPA | MAI | NÜR | CON | ROS | LEM | MON | WIS | TAV | FRE | CCE | RTT | OVI | NÜR | MON | MON | TDF | BRI |
| 1963   | Healey Motor Christabel Carlisle                    | Austin-Healey Sprite                        |     |     | DNF |     |     |     | 17  |     |     |     |     |     |     |     |     |     |     |     |     |     |     |     |
| 1964   | Healey Motor                                        | Austin-Healey Sprite                        | DAY | SEB | TAR | MON | SPA | CON | NÜR | ROS | LEM | REI | FRE | CCE | RTT | SIM | NÜR | MON | TDF | BRI | BRI | PAR |     |     |
| 1964   | Healey Motor                                        | Austin-Healey Sprite                        |     | DNF |     |     |     |     | 29  |     | 24  |     |     |     |     |     |     |     |     |     |     |     |     |     |
| 1965   | Healey Motor BMC Richard Groves                     | Austin-Healey Sprite                        | DAY | SEB | BOL | MON | MON | RTT | TAR | SPA | NÜR | MUG | ROS | LEM | REI | BOZ | FRE | CCE | OVI | NÜR | BRI | BRI |     |     |
| 1965   | Healey Motor BMC Richard Groves                     | Austin-Healey Sprite                        |     | 15  |     |     |     |     | 15  |     | 28  |     |     | DNF |     |     |     |     |     | 6   |     |     |     |     |
| 1966   | Healey Motor Richard Groves                         | Austin-Healey Sprite                        | DAY | SEB | MON | TAR | SPA | NÜR | LEM | MUG | CCE | HOK | SIM | NÜR | ZEL |     |     |     |     |     |     |     |     |     |
| 1966   | Healey Motor Richard Groves                         | Austin-Healey Sprite                        |     | 28  |     | 20  |     | 20  | DNF | 45  |     |     |     |     |     |     |     |     |     |     |     |     |     |     |
| 1967   | Healey Motor Julian Vernaeve                        | Austin-Healey Sprite MGB                    | DAY | SEB | MON | SPA | TAR | NÜR | LEM | HOK | MUG | BRH | CCE | ZEL | OVI | NÜR |     |     |     |     |     |     |     |     |
| 1967   | Healey Motor Julian Vernaeve                        | Austin-Healey Sprite MGB                    |     | 13  |     |     | DNF | 17  | 15  |     | 20  |     |     |     |     |     |     |     |     |     |     |     |     |     |
| 1968   | Healey Motor Roger Enever Julian Hasler Baker Motor | Austin-Healey Sprite MGB Lotus 47 Healey SR | DAY | SEB | BRH | MON | TAR | NÜR | SPA | WAT | ZEL | LEM |     |     |     |     |     |     |     |     |     |     |     |     |
| 1968   | Healey Motor Roger Enever Julian Hasler Baker Motor | Austin-Healey Sprite MGB Lotus 47 Healey SR |     | DNF |     | 17  | 53  | 30  | 17  | 13  |     | DNF |     |     |     |     |     |     |     |     |     |     |     |     |
| 1969   | MacMillan Ring Clive Baker Healey Motor             | Austin-Healey Sprite Chevron B8 Healey SR   | DAY | SEB | BRH | MON | TAR | SPA | NÜR | LEM | WAT | ZEL |     |     |     |     |     |     |     |     |     |     |     |     |
| 1969   | MacMillan Ring Clive Baker Healey Motor             | Austin-Healey Sprite Chevron B8 Healey SR   | 17  | 20  |     |     |     |     | 16  | DNF |     |     |     |     |     |     |     |     |     |     |     |     |     |     |
| 1970   | Ring Free Racing Chevron                            | Chevron B16                                 | DAY | SEB | BRH | MON | TAR | SPA | NÜR | LEM | WAT | ZEL |     |     |     |     |     |     |     |     |     |     |     |     |
| 1970   | Ring Free Racing Chevron                            | Chevron B16                                 | DNF | DNF |     |     |     |     |     | DNF |     |     |     |     |     |     |     |     |     |     |     |     |     |     |
| 1971   | Baker Motor Ring-Free Oil Racing Daren Cars         | Chevron B16 Daren Mk.3                      | BUA | DAY | SEB | BRH | MON | SPA | TAR | NÜR | LEM | ZEL | WAT |     |     |     |     |     |     |     |     |     |     |     |
| 1971   | Baker Motor Ring-Free Oil Racing Daren Cars         | Chevron B16 Daren Mk.3                      |     | 12  | DNF |     |     |     |     | DNF |     |     |     |     |     |     |     |     |     |     |     |     |     |     |
| 1972   | Ring Free Racing                                    | Ferrari 365 GTB/4                           | BUA | DAY | SEB | BRH | MON | SPA | TAR | NÜR | LEM | ZEL | WAT |     |     |     |     |     |     |     |     |     |     |     |
| 1972   | Ring Free Racing                                    | Ferrari 365 GTB/4                           | 15  |     |     |     |     |     |     |     |     |     |     |     |     |     |     |     |     |     |     |     |     |     |